# Ekenässjön (Gladhammars socken, Småland)
Ekenässjön är en sjö i Västerviks kommun i Småland och ingår i Botorpsströmmens huvudavrinningsområde. Sjön är 16 meter djup, har en yta på 1,39 kvadratkilometer och är belägen 50,1 meter över havet. Sjön avvattnas av vattendraget Sundsholmsbäcken.

## Delavrinningsområde
Ekenässjön ingår i det delavrinningsområde (639742-153689) som SMHI kallar för Utloppet av Ekenässjön. Medelhöjden är 56 meter över havet och ytan är 3,65 kvadratkilometer. Räknas de 2 avrinningsområdena uppströms in blir den ackumulerade arean 13,64 kvadratkilometer. Sundsholmsbäcken som avvattnar avrinningsområdet har biflödesordning 2, vilket innebär att vattnet flödar genom totalt 2 vattendrag innan det når havet efter 18 kilometer. Avrinningsområdet består mestadels av skog (60 procent). Avrinningsområdet har 1,39 kvadratkilometer vattenytor vilket ger det en sjöprocent på 38,1 procent.